# Halichoeres pallidus
Halichoeres pallidus är en fiskart som beskrevs av Kuiter och Randall, 1995. Halichoeres pallidus ingår i släktet Halichoeres och familjen läppfiskar. IUCN kategoriserar arten globalt som livskraftig. Inga underarter finns listade i Catalogue of Life.